# Bootsbauer

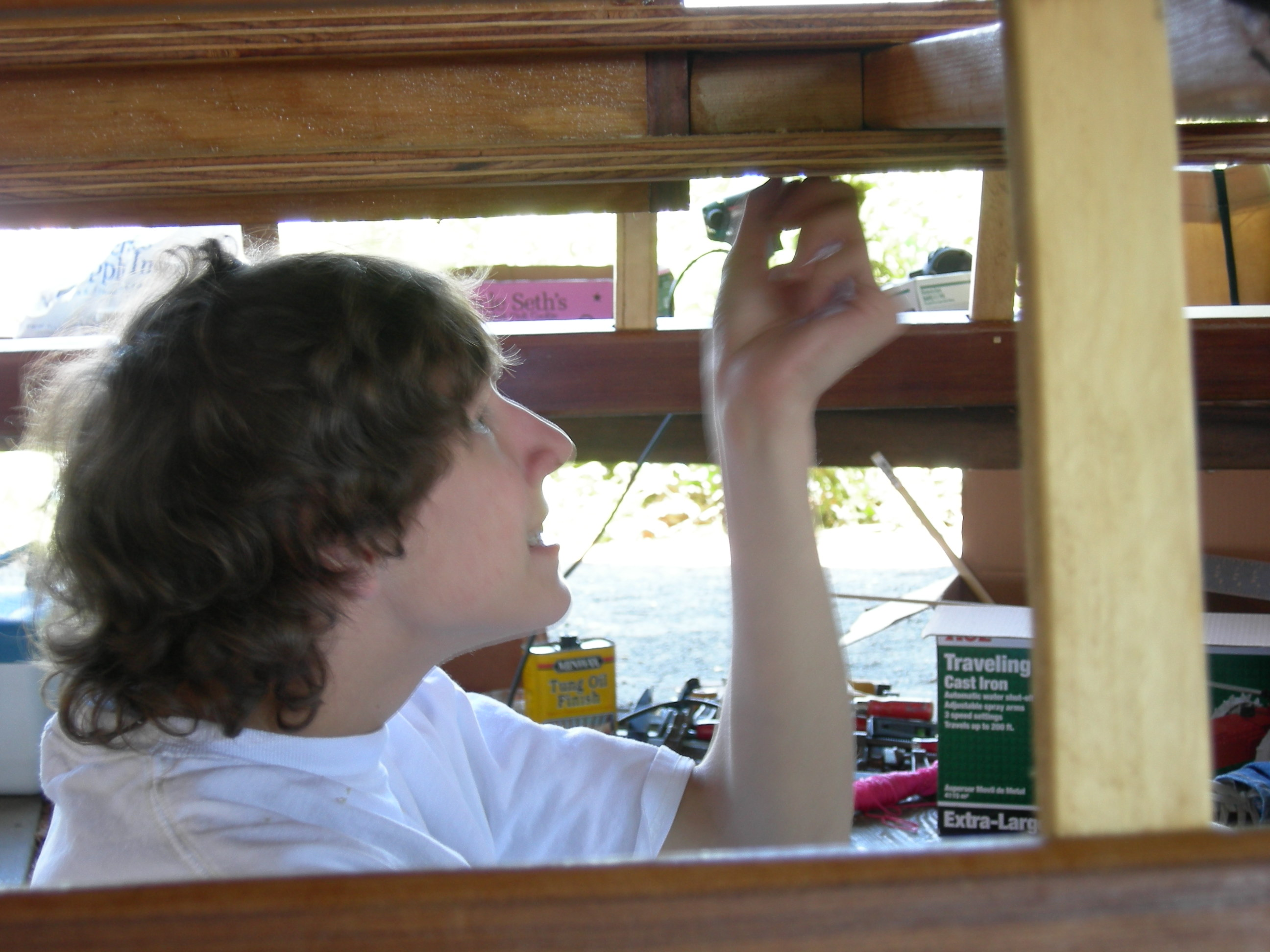
Bootsbauer bei der Arbeit

Bootsbauer ist ein staatlich anerkannter Ausbildungsberuf, der Neubau, Reparatur, Restaurierung sowie Um- und Ausbau von Booten, Yachten und kleineren Schiffen umfasst. Die zum Bootsbau verwendeten Baumaterialien sind hauptsächlich Holz, Kunststoffe und Metalle, viele Bootsbauer sind auf einen dieser Werkstoffe spezialisiert. Größere Schiffe werden dagegen von anderen Berufsgruppen auf entsprechenden Werften gebaut. Die Produktion von Kunststoff-Rümpfen erfordert (außer im Formenbau) keinen Bootsbauer.

## Deutschland

### Aus- und Weiterbildung
Die Lehre findet im dualen System der Berufsausbildung statt und endet nach 3,5 Jahren mit der Gesellen- bzw. Abschlussprüfung. Die Berufsschulen befinden sich in Duisburg, Bremen, Lübeck/Travemünde und Brake (Unterweser) und werden jeweils von den Auszubildenden ihres Bundeslandes besucht. Auszubildende Bootsbauer ohne Berufsschule in ihrem Bundesland besuchen die Landesberufsschule der HWK Lübeck in Travemünde.
Das maritime Kompetenzzentrum ist als ein Bestandteil der Landesberufsschule zu verstehen. Hier findet die Weiterbildungen zum Bootsbaumeister ihren Platz. Des Weiteren werden vor Ort verschiedene Lehrinhalte vermittelt, welche im Lehrbetrieb zu kurz kommen oder auf Grund ihrer Spezialisierung nicht thematisiert werden können.
Der Bootsbauer ist ein anerkannter Ausbildungsberuf nach dem Berufsbildungsgesetz (BBiG) und der Handwerksordnung (HwO). Nach bestandener Gesellenprüfung kann sofort mit der Vorbereitung auf die Meisterprüfung begonnen werden, da die Gesellenjahrespflicht im Zuge der Erneuerung der Handwerksberufe am 1. Januar 2004 abgeschafft wurde (§ 49 HwO). Zum Führen eines eigenen Betriebes dieses Gewerks ist, trotz der Novellierung durch die EU in einigen Gewerken, eine bestandene Meisterprüfung vorgeschrieben.
Bootsbau ist ein Handwerk des „gehobenen Bedarfs“.
Die Ausbildungsordnung wurde 2010 modernisiert. Ziel war es, den Monoberuf durch einen Beruf mit zwei Fachrichtungen zu ersetzen. Die bisherigen Inhalte finden sich in einer Fachrichtung „Neu-, Aus- und Umbau“ wieder, während die neue Fachrichtung „Technik“ der zunehmenden Montage, Wartung und Reparatur von technischen Ausstattungselementen einschließlich der elektrischen Bordsysteme Rechnung tragen soll. Die neuen Ausbildungsvorschriften traten zum 1. August 2011 in Kraft.

### Beschäftigungsalternativen
Die Ausbildung zum Bootsbauer ist eine gute Grundlage, um in den Bereichen Bootsverleih oder Beratung und Verkauf von Booten und Zubehör zu arbeiten. Bei entsprechender Erfahrung in der Holzbearbeitung ist auch ein Wechsel in das Tischler-Handwerk möglich.

## Schweiz
In der Schweiz heißt der Ausbildungsberuf Bootbauer. Die Ausbildung zum Bootbauer dauert 4 Jahre, die zum nahe verwandten Beruf Bootfachwart 3 Jahre.

### Bootbauer – Bootfachwart
siehe auch: Bootfachwart

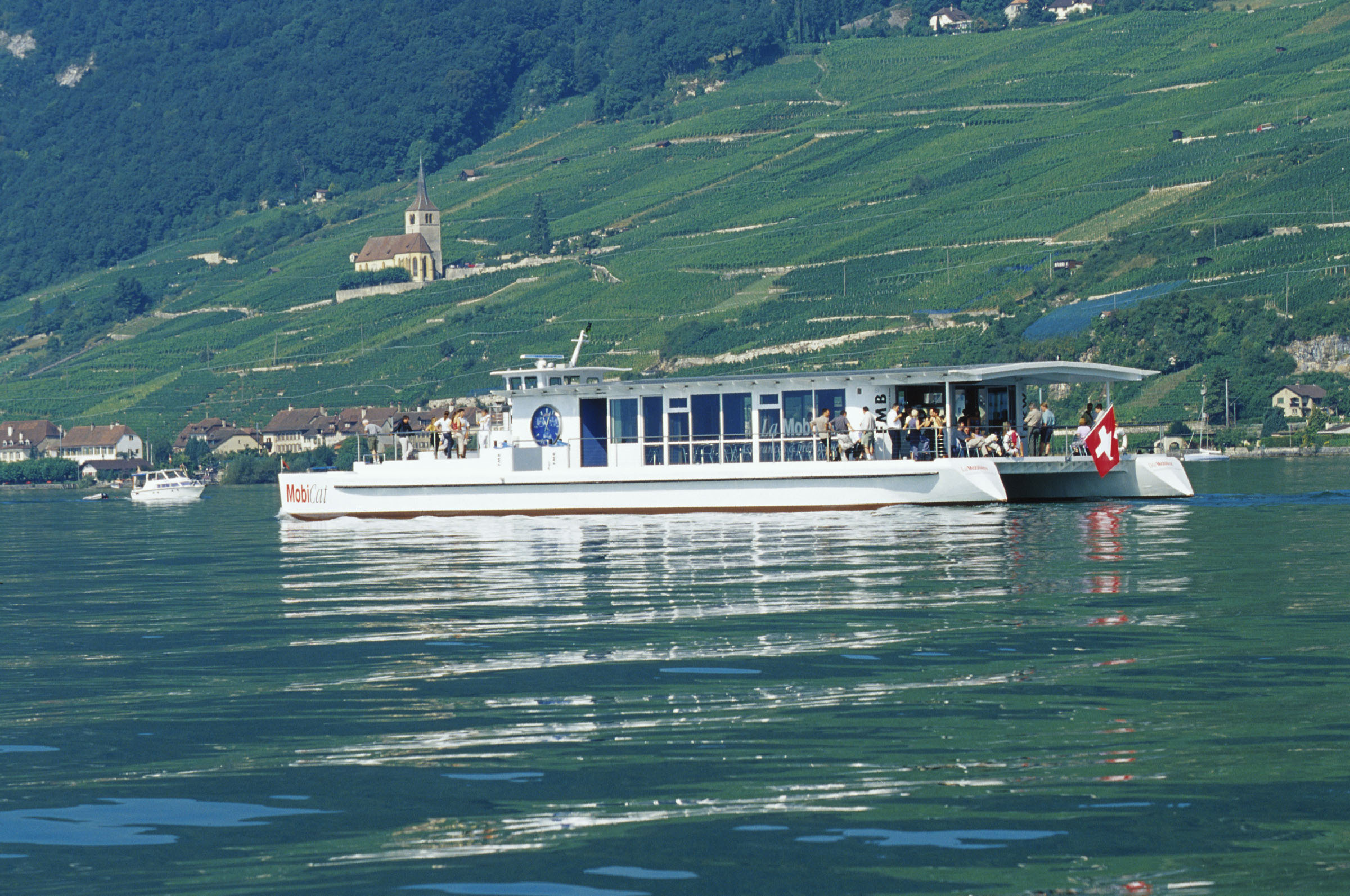
MobiCat: Ein in der Schweiz gebautes Schiff

Bootbauer und Bootfachwart sind nahe verwandte Berufe und in einer gemeinsamen Verordnung beschrieben. Inhaltlich gemeinsam sind die ersten beiden Lehre Jahre und damit die Grundlagen.
Bootbauer vertiefen sich dann in Neu-, Aus- und Umbauarbeiten an Wasserfahrzeugen sowie Reparaturen. Das Erstellen und Interpretieren der notwendigen technischen Unterlagen gehört ebenso dazu.
Bootfachwarte hingegen befassen sich ab dem dritten Lehrjahr mit dem Transportieren, Lagern und Reparieren von Wasserfahrzeugen. Dazu gehört auch das Ablegen der Motorboot- und Segelprüfung.

### Weiterbildungsmöglichkeiten
Kurse:
- Verschiedene Themen (vom Verband organisiert)

Höhere Fachprüfung:
- Bootbaumeister

Studium:
- Schiffbau und Meerestechnik